# Tilia
- Commons
- Wikispecies

Tilia L. é um género botânico pertencente à família Malvaceae. A ele pertencem as árvores de nome comum tília. É típica de regiões de clima temperado, com estações do ano bem demarcadas.
Para os germânicos, as tílias eram árvores sagradas com poderes mágicos que protegiam os guerreiros.

## Uso da madeira
Pela sua leveza e outras características, a madeira de tília  (em inglês: basswood) é utilizada na construção de corpos de guitarras maciças, como alguns modelos da Fender fabricados no Japão, e na construção de baterias.
A maior tília existente em Portugal (em Paredes) tem 22 metros de altura e 24 metros de diâmetro de copa e, segundo o seu proprietário a colheita da sua flor ocupa 20 homens durante 3 dias.

## Espécies Híbridos e cultivares
- Tilia × euchlora (T. dasystyla × T. platyphyllos)
- Tilia × europaea (T. cordata × T. platyphyllos)
- Tilia × petiolaris (T. tomentosa × T. ?)
- Tilia 'Flavescens' (T. americana × T. cordata)
- Tilia 'Moltkei' (híbrido, origem desconhecida)
- Tilia 'Orbicularis' (híbrido, origem desconhecida)
- Tilia 'Spectabilis' (híbrido, origem desconhecida)
- Lista completa

## Classificação do gênero
| Sistema | Classificação                      | Referência               |
| ------- | ---------------------------------- | ------------------------ |
| Linné   | Classe Polyandria, ordem Monogynia | Species plantarum (1753) |